# جيمس نيل (لاعب هوكي الجليد)
جيمس نيل هو لاعب هوكي الجليد كندي، ولد في 3 سبتمبر 1987 في أوشاوا في كندا.

## وصلات خارجية
- جيمس نيل على موقع دوري الهوكي الوطني (الإنجليزية)
- جيمس نيل على موقع قاعة مشاهير الهوكي (لاعب أن.إتش.أل) (الإنجليزية)
- جيمس نيل على موقع EliteProspects.com (الإنجليزية)
- جيمس نيل على موقع HockeyDB.com (الإنجليزية)
- جيمس نيل على موقع Hockey-Reference.com (الإنجليزية)